# Ghost in the Machine
Ghost in the Machine är det fjärde studioalbumet av det brittiska rockbandet The Police, utgivet 2 oktober 1981. Albumet skiljer sig från föregångarna bland annat genom att keyboards och även saxofoner används i större omfattning.
Låten Invisible Sun, som handlar om oroligheterna i Nordirland, blev en hit i Storbritannien där den släpptes som singel redan innan albumet. Även Every Little Thing She Does Is Magic blev en stor hit med en förstaplats på singellistan i Storbritannien och en tredjeplats i USA.

## Låtlista
| 1. | Spirits in the Material World                  | Sting | 2:59 |
| 2. | Every Little Thing She Does Is Magic           | Sting | 4:22 |
| 3. | Invisible Sun                                  | Sting | 3:44 |
| 4. | Hungry for You (J'aurais toujours faim de toi) | Sting | 2:53 |
| 5. | Demolition Man                                 | Sting | 5:57 |

| 6.           | Too Much Information  | Sting                   | 2:43  |
| 7.           | Rehumanize Yourself   | Stewart Copeland, Sting | 3:10  |
| 8.           | One World (Not Three) | Sting                   | 4:47  |
| 9.           | Omega Man             | Andy Summers            | 2:48  |
| 10.          | Secret Journey        | Sting                   | 3:34  |
| 11.          | Darkness              | Copeland                | 3:14  |
| Total längd: | Total längd:          | Total längd:            | 41:03 |

## Medverkande
| The Police - Sting – bas, kontrabas, keyboard, saxofon, sång - Andy Summers – gitarr, keyboard - Stewart Copeland – trummor, slagverk, keyboard Övriga musiker - Jean Roussell – piano | Produktion - Hugh Padgham – producent, ljudtekniker - Ted Jense – mastering - Jeffrey Kent Ayeroff, Mick Haggerty, Vartan – art direction - Jeffrey Kent Ayeroff, Mick Haggerty – design - Duane Michals – foto |

## Listplaceringar och certifikat
| Land           | Organisation | Topplacering | Sålda ex.  | Certifikat   | Ref          |
| -------------- | ------------ | ------------ | ---------- | ------------ | ------------ |
| Australien     | ARIA         | 1            |            |              | [ 1 ]        |
| Frankrike      | SNEP         | 1            | 100 000+   | Guld         | [ 2 ] [ 3 ]  |
| Kanada         | CRIA         | 1            | 100 000+   | Platina      | [ 4 ]        |
| Nederländerna  | NVPI         | 1            |            |              | [ 5 ]        |
| Norge          | IFPI         | 5            |            |              | [ 5 ]        |
| Nya Zeeland    | RIANZ        | 5            |            |              | [ 5 ]        |
| Storbritannien | BPI          | 1            | 300 000+   | Platina      | [ 6 ] [ 7 ]  |
| Sverige        | IFPI         | 6            |            |              | [ 5 ]        |
| Tyskland       | IFPI         | 5            | 100 000+   | Guld         | [ 8 ]        |
| USA            | RIAA         | 2            | 3 000 000+ | Platina (x3) | [ 9 ] [ 10 ] |
| Österrike      | IFPI         | 11           |            |              | [ 5 ]        |